# Ankarstock
Ankarstock är ett mjukt syrat rågbröd, som förr begagnades inom armén och flottan. Brödet infördes 1752 för att komplettera skeppsskorporna, främst ämnat åt sjöbefälen. En ankarstock vägde 1,7 kilogram, hade formen av en stock (ankare) och motsvarade två dagars ranson. Ankarstockarna levererades av kronobagerierna, men i krigstider fick även andra bagerier hjälpa till.